# Tweejarig vlas
Tweejarig vlas (Linum bienne) is een kruidachtige plant uit de vlasfamilie (Linaceae), die vrij algemeen is in West- en Zuid-Europa.
Het is de mogelijke voorouder van het ook in Vlaanderen sinds de Romeinse tijd gecultiveerde vlas.

## Naamgeving en etymologie
Synoniemen:
- Linum angustifolium Huds.
  - Linum usitatissimum subsp. angustifolium (Huds.) Thell.
  - Adenolinum angustifolium (Huds.) Rchb
- Linum tenuifolium L.
- Linum stocksianum Boiss.
- Linum siculum C.Presl
- Linum pyrenaicum Pourr.
- Linum marginatum Poir.
- Linum hispanicum Mill.
- Linum cribrosum Rchb.
- Linum ambiguum Jord.
  - Linum angustifolium var. ambiguum (Jord.) P.Fourn.
  - Linum angustifolium proles ambiguum (Jord.) Rouy
- Linum agreste Brot.
- Cathartolinum agreste Rchb.
- Linum elatum Salisb.

De botanische naam Linum is de Latijnse naam voor 'vlas'. De soortaanduiding bienne is Latijn voor 'tweejarig'.

## Kenmerken
Tweejarig vlas is een eenjarige, tweejarige of meerjarige kruidachtige plant met tot 60 cm lange, opgerichte, gladde bloemstengels. De bladeren zijn tot 2 cm lang, lijn- tot lancetvormig, met één tot drie nerven, ongesteeld en afwisselend langs de stengel geplaatst.
De bloemen zitten in losse trossen aan het einde van de bloemstengel. De kelk bestaat uit vijf kleine, losse, ovale kelkblaadjes, die enkel aan de binnenzijde behaard zijn. De kroon is eveneens vijftallig, de kroonbladen zijn tot 1 cm lang, eirond met afgeronde top, lichtblauw gekleurd met donkerder nerven. Het vruchtbeginsel is bovenstandig en eindigt in een kegelvormige stempel. Rond de stamper staan vijf meeldraden met donkerblauwe langwerpig-eivormige helmknoppen, afgewisseld met vijf staminodiën, die aan basis met elkaar vergroeid zijn.
De vrucht is een bolvormige doosvrucht die zicht opent met tien kleppen.
Tweejarig vlas bloeit van maart tot juni.

## Habitat en verspreiding
Tweejarig vlas is een algemeen voorkomende plant in matig voedselrijke graslanden en bermen, van zeeniveau tot 1.000 m hoogte.
De plant is afkomstig uit West- en Zuid-Europa, van de Britse Eilanden over Frankrijk tot het Middellandse Zeegebied en het zuiden van het Iberisch Schiereiland. Daarnaast komt de soort voor op Madeira en de Canarische Eilanden.
De plant is geïntroduceerd in Noord-Amerika en op Hawaï.

## Bijzonderheden
Tweejarig vlas is genoemd als een mogelijke voorouder van het gecultiveerde vlas (Linum usitatissimum). Ze hebben beide hetzelfde aantal chromosomen (2n = 30), en net als bij vlas kunnen ook uit de stengels van tweejarig vlas vezels gewonnen worden. Archeologische vondsten in Iran en in het zuidoosten van Turkije hebben aangetoond dat tweejarig vlas daar al 9000 jaar geleden verbouwd werd.
... · 
L. alpinum · 
L. austriacum (Oostenrijks vlas) · 
L. bienne (Tweejarig vlas) · 
L. catharticum (Geelhartje) · 
L. leonii (Frans vlas) · 
L. narbonense · 
L. perenne (Overblijvend vlas) · 
L. suffruticosum · 
L. tenuifolium (Smal vlas) · 
L. trigynum · 
L. usitatissimum (Vlas) · 
L. viscosum (Kleverig vlas) · 
...